# 梅吉專區

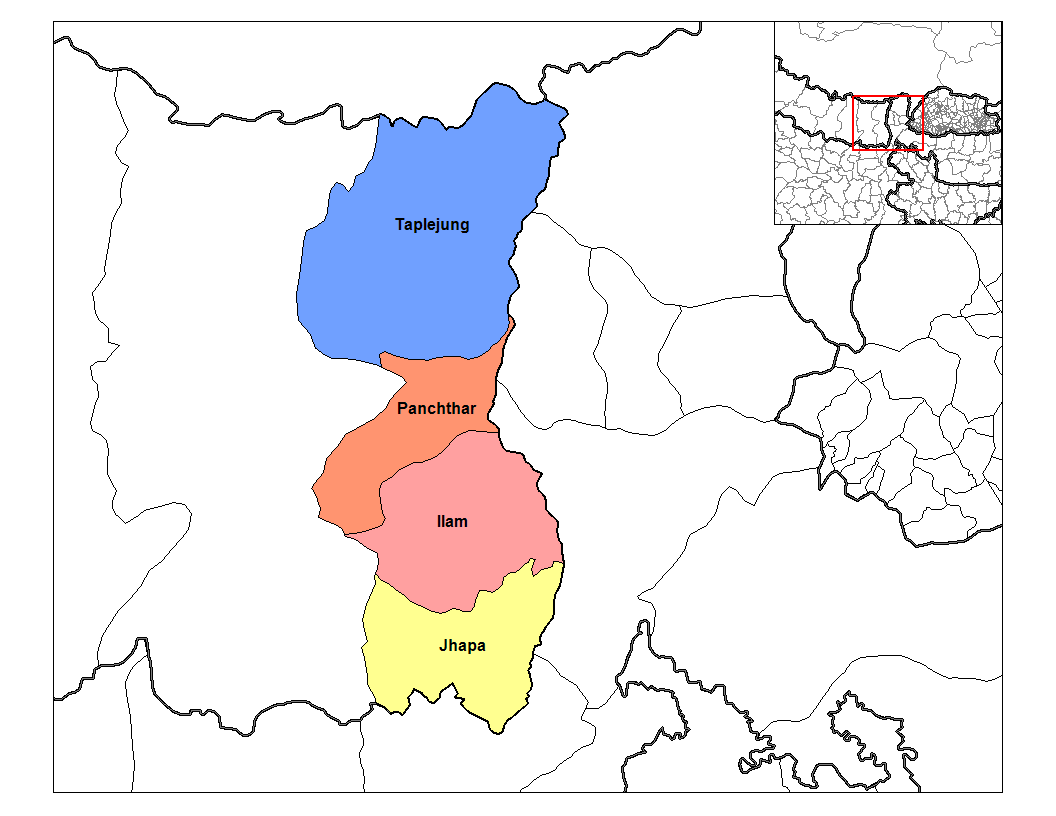

梅吉專區是尼泊爾的十四個行政專區之一，位於該國東部，首府伊拉姆，北接西藏，東面和南面是印度，西鄰戈西專區，下分4個縣，面積8,196平方公里，2001年人口1,307,669。
27°10′N 87°55′E / 27.167°N 87.917°E